# Musée de l'érotisme et de la mythologie (Bruxelles)
Ne pas confondre avec le MIM, Musée des Instruments de Musique de Bruxelles
Le Musée de l'érotisme et de la mythologie, ou MEM, est un musée privé consacré à l'art érotique. Situé dans une maison patricienne du XVIIIe siècle, dans le quartier historique du Sablon à Bruxelles (rue Sainte-Anne).   

## Histoire
Le musée abrite la collection du Docteur Guy Martens. Passionné par la mythologie et l’art érotique, ce dernier amassera tout au long de sa vie pas moins de 800 objets du monde entier, allant de 2000 ans av. J.-C. jusqu’à des œuvres contemporaines. Reconnue parmi les collections privées comme l’une des collections privées des plus riches d’Europe, elle est depuis 2012 accessible au public. Le musée a ouvert ses portes le 14 février 2012, jour de la Saint-Valentin. Le musée se présente comme un cabinet de curiosité de trois étages. La collection comprend des sculptures, gravures, peintures, dessins de tous les continents, mais aussi des objets historiques liés à l'érotisme, tel que des sextoys anciens, des netsuke, ou encore un préservatif datant de 1830. Le musée propose fréquemment des expositions temporaires d'artistes contemporains.

## Modalités pratiques
- Adresse : rue Sainte-Anne, 32 à 1000 Bruxelles.
- Horaires : 
  - lundi, jeudi et vendredi de 14 h à 20h
  - samedi et dimanche de 11h à 17h30
- Prix : 10 €
- Accès avec les transports en commun de la STIB : lignes de tram 92 et 93 et lignes de bus 27, 48 et 95 aux arrêts "Petit Sablon" et "Grand Sablon".